# Christian Anfinsen
Christian Boehmer Anfinsen, Jr., född 26 mars 1916 i Monessen, Pennsylvania, död 14 maj 1995,  i Randalstown, Storbritannien, var en amerikansk biokemist. År 1972 erhöll han, tillsammans med Stanford Moore och William Stein, Nobelpriset i kemi för "arbete med ribonukleas, speciellt rörande kopplingen mellan aminosyrasekvensen och den biologiskt aktiva konformationen".

## Biografi
Anfinsen föddes i en familj av norska amerikanska invandrare. Hans föräldrar var maskiningenjören Christian Boehmer Anfinsen Sr och Sophie, född Rasmussen. Familjen flyttade till Philadelphia på 1920-talet och 1933 började han på Swarthmore College där han spelade varsityfotboll och tog kandidatexamen i kemi 1937.
År 1939 tog han magisterexamen i organisk kemi vid University of Pennsylvania och tilldelades ett stipendium från American-Scandinavian Foundation för att utveckla nya metoder för att analysera den kemiska strukturen hos komplexa proteiner, såsom enzymer, vid Carlsberglaboratoriet i Köpenhamn i Danmark. År 1941 erbjöds Anfinsen ett universitetsstipendium för doktorandstudier vid Institutionen för biologisk kemi vid Harvard Medical School, där han disputerade i biokemi 1943. Under andra världskriget arbetade han för Office of Scientific Research and Development.
Anfinsen fick tre barn med sin första hustru, Florence Kenenger, som han var gift med mellan 1941 och 1978. År 1979 gifte han sig med Libby Shulman Ely. och konverterade till ortodox judendom. Anfinsen skrev dock 1987 att "mina känslor för religion återspeglar fortfarande mycket starkt en femtioårig period av ortodox agnosticism".
Anfinsens papper donerades till National Library of Medicine av Libby Anfinsen åren 1998 och 1999.

## Karriär och vetenskapligt arbete

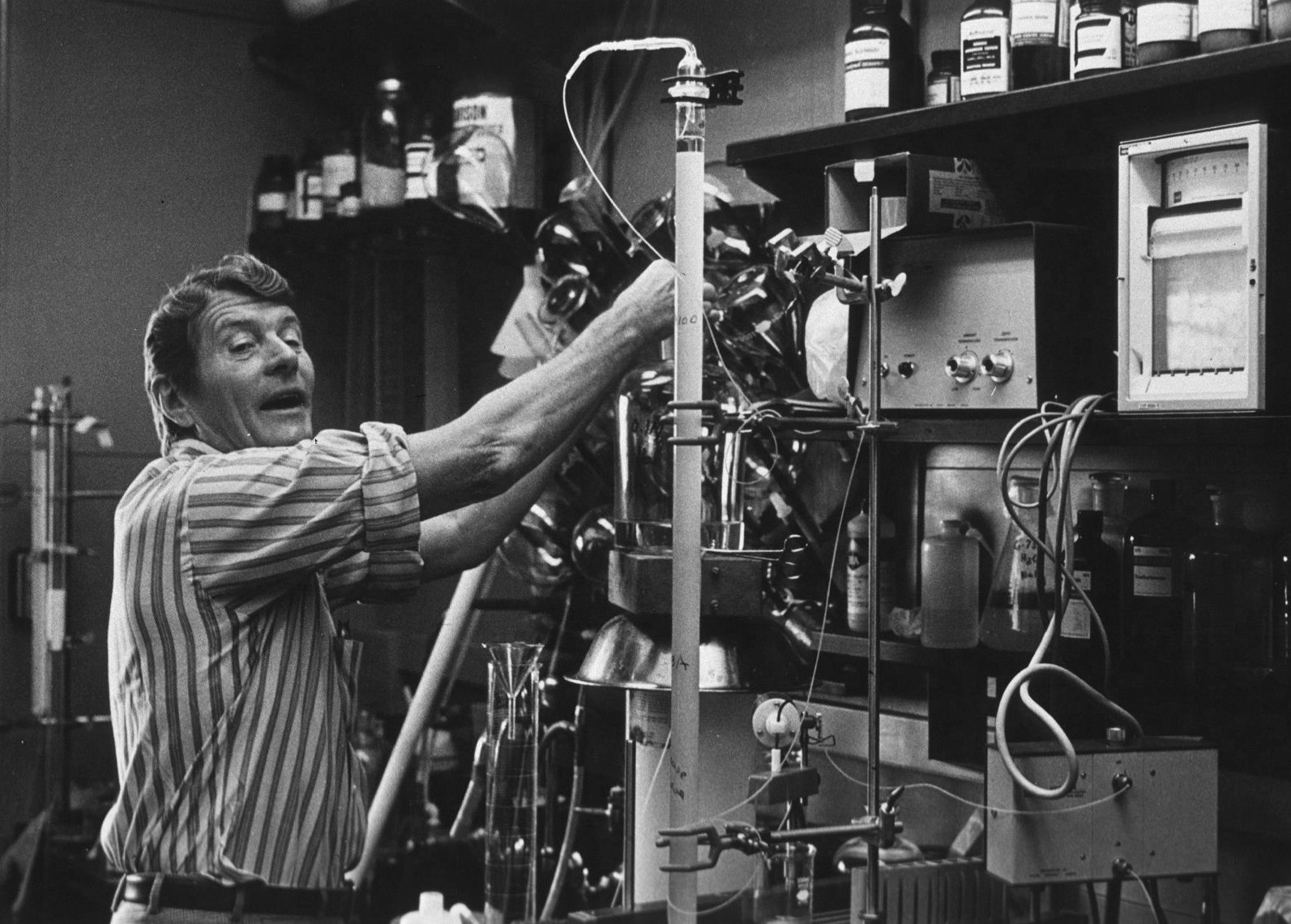
Anfinsen i laboratoriet

År 1950 rekryterade National Heart Institute, en del av National Institutes of Health i Bethesda, Maryland, Anfinsen som chef för dess laboratorium för cellfysiologi. År 1954 gjorde ett stipendium från Rockefeller Foundation det möjligt för Anfinsen att återvända till Carlsberglaboratoriet i ett år och ett stipendium från Guggenheim Foundation tillät honom att studera vid Weizmann Institute of Science i Rehovot, Israel från 1958 till 1959. Han valdes till fellow vid American Academy of Arts and Sciences 1958.
År 1962 återvände Anfinsen till Harvard Medical School som gästprofessor och inbjöds att bli chef för kemiska institutionen. Han utsågs senare till chef för laboratoriet för kemisk biologi vid National Institute of Arthritis and Metabolic Diseases (nu National Institute of Arthritis, Diabetes, and Digestive and Kidney Diseases), där han stannade till 1981. År 1981 blev Anfinsen en av grundarna av World Cultural Council. Från 1982 till sin död 1995, var Anfinsen professor i biologi och (fysisk) biokemi vid Johns Hopkins.

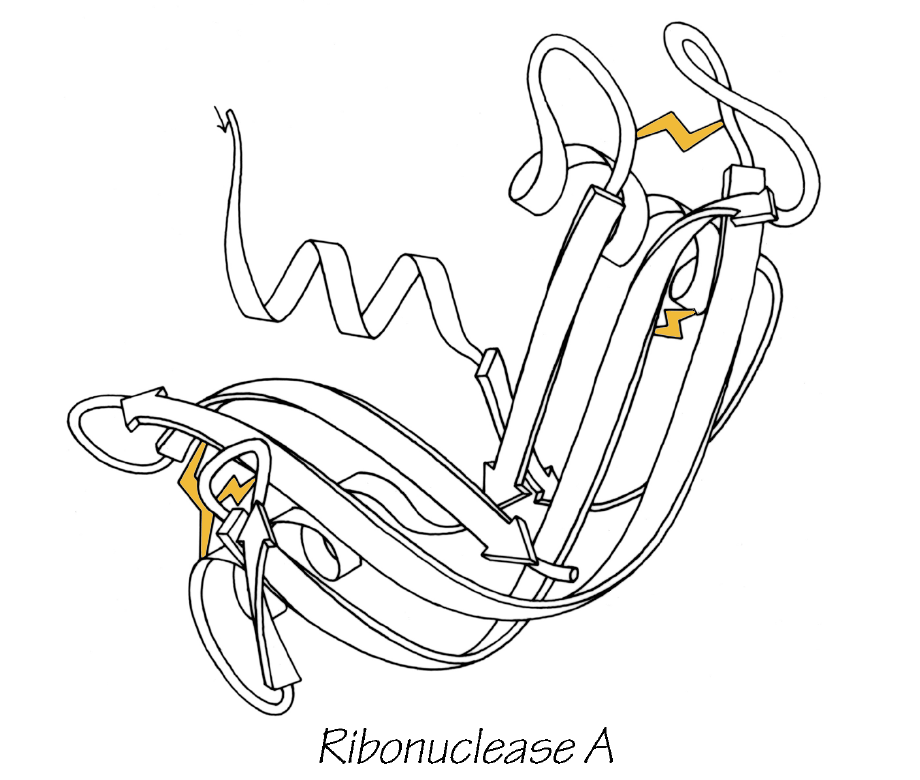
Ribonuclease A 3D-struktur, med SS-bindningari guld

Anfinsen publicerade mer än 200 originalartiklar, mestadels inom området förhållandet mellan struktur och funktion i proteiner, samt en bok, The Molecular Basis of Evolution (1959), där han beskrev relationerna mellan proteinkemi och genetik och löftet dessa områden erbjöd för förståelsen av evolutionen. Han var också pionjär med idéer inom området nukleinsyrakomprimering. År 1961 visade han att ribonukleas kunde återskapas efter denaturering samtidigt som enzymaktiviteten bevaras, vilket tyder på att all information som krävs av protein för att anta dess slutliga konformation kodas i dess aminosyrasekvens.
Anfinsen var medlem i The National Academy of Sciences (USA), Det Kongelige Danske Videnskabernes Selskab och American Philosophical Society.

## Christian B. Anfinsen-priset
The Christian B. Anfinsen Award instiftades 1996 och delas årligen ut till framstående forskare och uppmärksammar excellens och enastående prestationer inom proteinvetenskapens tvärvetenskapliga områden och hedrar framstående bidrag inom områdena ledarskap, utbildning eller service. Det sponsras av The Protein Society, och erkänner betydande tekniska prestationer inom proteinvetenskap.